# 1919年全米選手権 (テニス)
1919年 全米選手権（1919ねんぜんべいせんしゅけん）に関する記事。

## 大会の流れ
- 1881年から1967年まで、全米選手権は各部門が個別の名称を持ち、大会会場も別々のテニスクラブで開かれた。これが他の3つのテニス4大大会と大きく異なる点である。
  - 男子シングルス　名称：全米シングルス選手権（U.S. National Singles Championship）／会場：ニューヨーク市クイーンズ区フォレストヒルズ、ウエストサイド・テニスクラブ　（会場移転、1915年-1920年）
  - 男子ダブルス　名称：全米ダブルス選手権（U.S. National Doubles Championship）／会場：マサチューセッツ州ボストン市、ロングウッド・クリケット・クラブ　（1917年-1933年まで）
  - 女子シングルス　名称：全米女子シングルス選手権（U.S. Women's National Singles Championship）／会場：ペンシルベニア州、フィラデルフィア・クリケット・クラブ　（女子部門競技はすべてこの会場、1887年-1920年まで）
  - 女子ダブルス　名称：全米女子ダブルス選手権（U.S. Women's National Doubles Championship）／会場：フィラデルフィア・クリケット・クラブ　（1889年-1920年まで）
  - 混合ダブルス　名称：全米混合ダブルス選手権（U.S. Mixed Doubles Championship）／会場：フィラデルフィア・クリケット・クラブ　（1892年-1920年まで）
- 優勝決定方式としての「チャレンジ・ラウンド」（Challenge Round, 挑戦者決定戦）と「オールカマーズ・ファイナル」（All-Comers Final）が、1918年の女子シングルスを最後に全米選手権から撤廃され、すべての部門で全選手が1回戦から戦う競技方式に落ち着いた。
- 初期の全米選手権のように、外国人出場者が少なかった時期は、地元アメリカ人選手の国籍表示を省略する。

## 大会経過

### 男子シングルス
準々決勝
- ビル・ジョンストン vs. リンドレイ・マレー　5-7, 6-1, 6-2, 6-4
- ウォレス・ジョンソン vs. ウォルター・メリル・ホール　6-4, 6-0, 6-2
- ビル・チルデン vs.  ノーマン・ブルックス　1-6, 6-4, 7-5, 6-3
- リチャード・ウィリアムズ vs. モーリス・マクローリン　6-0, 6-3, 6-2

準決勝
- ビル・ジョンストン vs. ウォレス・ジョンソン　2-6, 6-1, 6-3, 6-3
- ビル・チルデン vs. リチャード・ウィリアムズ　6-1, 7-5, 6-3

### 女子シングルス
準々決勝
- ヘイゼル・ホッチキス・ワイトマン vs. アン・タウンゼント　6-0, 6-1
- フローラ・ブラウン・ハーベイ vs. レスリー・バンクロフト　6-2, 4-6, 6-4
- モーラ・ビュルステット vs. マリー・ワーグナー　6-2, 6-8, 6-4
- マリオン・ジンダースタイン vs. クレア・カッセル　6-3, 6-1

準決勝
- ヘイゼル・ホッチキス・ワイトマン vs. フローラ・ブラウン・ハーベイ　6-2, 6-2
- マリオン・ジンダースタイン vs.  モーラ・ビュルステット　4-6, 6-1, 6-2

## 決勝戦の結果
- 男子シングルス：ビル・ジョンストン vs. ビル・チルデン　6-4, 6-4, 6-3
- 女子シングルス：ヘイゼル・ホッチキス・ワイトマン vs. マリオン・ジンダースタイン　6-1, 6-2
- 男子ダブルス： ノーマン・ブルックス＆ ジェラルド・パターソン vs. ビル・チルデン＆ビンセント・リチャーズ　8-6, 6-3, 4-6, 4-6, 6-2
- 女子ダブルス：マリオン・ジンダースタイン＆エリナー・ゴス vs. ヘイゼル・ホッチキス・ワイトマン＆エレオノラ・シアーズ　10-8, 9-7
- 混合ダブルス：ビンセント・リチャーズ＆マリオン・ジンダースタイン vs. ビル・チルデン＆フローレンス・バリン　2-6, 11-9, 6-2